# Elias Kwenzakufani Zondi
Elias Kwenzakufani Zondi (* 24. Dezember 1963) ist ein südafrikanischer römisch-katholischer Geistlicher und Weihbischof in Durban.

## Leben
Elias Kwenzakufani Zondi absolvierte das Propädeutikum in Hammanskraal. Anschließend studierte er Philosophie am Priesterseminar St. Peter in Garsfontein und Katholische Theologie am St. John Vianney Seminary in Pretoria, wo er den Bachelor erwarb. Am 16. Juli 1994 empfing er das Sakrament der Priesterweihe für das Erzbistum Durban.
Nach zwei Jahren als Kaplan in der Pfarrei Christ the King im Stadtteil Wentworth in Durban war er ab 1995 Pfarrer mehrerer Pfarreien, zuletzt von 2016 bis zur Ernennung zum Weihbischof in der Pfarrei St. James in Lamontville in Durban. 2021 wurde er zum Generalvikar des Erzbistums ernannt.
Papst Franziskus ernannte ihn am 9. März 2023 zum Titularbischof von Rutabo und zum Weihbischof in Durban. Der Erzbischof von Durban, Mandla Siegfried Jwara CMM, spendete ihm am 27. Mai desselben Jahres im Curries Fountain Sports Development Centre in Durban die Bischofsweihe.